# Cdlinux.pl
Cdlinux.pl – nieaktywna, polska i w największym stopniu spolonizowana dystrybucja systemu operacyjnego GNU/Linux uruchamiana z płyty CD-ROM (tzw. LiveCD).
Dostępne były dwie wersje tej dystrybucji - cdlinux.pl mały i cdlinux.pl duży. Różniły się one wielkością miejsca zajmowanego na płycie CD-ROM oraz ilością zawartego oprogramowania. System, w zależności od typu, zawierał m.in. takie programy jak: Mozilla Firefox, Mozilla Thunderbird (od wersji 1.0 odpowiednio: IceWeasel, IceDove), Kadu, EKG2, Psi, XMMS i MPlayer oraz Open Office, GIMP, Inkscape, Bluefish, Scribus, Xpdf, QCad (w wersji typu duży przeszło 80 programów - nie licząc narzędzi systemowych). Do obsługi, popularnych ostatnio, bezprzewodowych kart sieciowych używany był program  ndiswrapper wraz z zestawem dodatkowych programów. Zastosowanie lekkiego menedżera okien IceWM sprawiło, że system wydajnie działał na starszych komputerach (uruchomienie systemu w trybie graficznym możliwe jest już np. na komputerze z procesorem P I 100 MHz i 24 MB RAM, jednak komfortowa praca dostępna była dopiero przy P II 300 MHz i 64 MB RAM).
Do uruchomienia systemu operacyjnego nie był potrzebny dysk twardy, wszystkie dane przechowywane były w pamięci lub pozostają na CD-ROMie. Możliwe było zapisanie własnych ustawień (np. profili komunikatora, zakładek przeglądarki, autostartu środowiska graficznego czy autologowania wybranego użytkownika) na dyskietce, dzięki czemu cdlinux.pl doskonale nadawał się na przenośny, osobisty system operacyjny. Wchodzący w skład systemu instalator pozwalał też na zainstalowanie go na dysku twardym. Po zainstalowaniu na dysku użytkownik miał możliwość łatwego doinstalowania programów, korzystając z bogatych repozytoriów Debiana Sid przy użyciu typowych dla Debiana narzędzi opartych na APT.
Cdlinux.pl skierowany był tak do początkujących użytkowników Linuksa, jak i programistów oraz osób poszukujących niedużej dystrybucji Linuksa mieszczącego się (w przypadku wersji typu mały) na małym krążku CD (8 cm średnicy, 210 MB pojemności). 
Podstawowe cechy dystrybucji:
- łatwość uruchamiania,
- intuicyjność użytkowania,
- zautomatyzowana konfiguracja,
- nagrywanie własnych dystrybucji cdlinux.pl (po zainstalowaniu na dysku twardym).

Dystrybucja cdlinux.pl jest w chwili obecnej dyskontynuowana.